# Antisovietismo

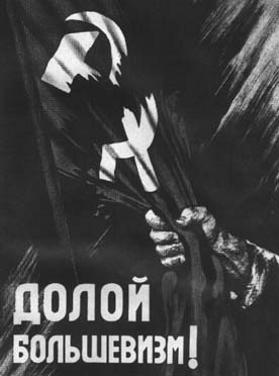
Doloy bolshevizm! (“¡Abajo el bolchevismo!”). Cartel de propaganda nazi en idioma ruso, durante la ocupación de los territorios occidentales de la Unión Soviética que siguió a la Operación Barbarroja lanzada desde Europa Oriental
por orden de Adolf Hitler el 22 de junio de 1941.

El antisovietismo y su término relacionado antisoviético se refieren a las personas y actividades que, real o supuestamente, atacaban al gobierno de la URSS. Se pueden distinguir tres variantes principales del uso del término:
- El antisovietismo en la política internacional en general, y en particular la casi permanente oposición de los Estados Unidos a la Unión Soviética, durante al denominada Guerra Fría (la cual tuvo lugar aproximadamente entre 1947 y 1989, aunque existió un notable acercamiento entre ambos países durante el relativamente corto período de las políticas de glásnost y de perestroika, lanzadas por el líder soviético Mijaíl Gorbachov en 1987).

- Los oponentes blancos de los bolcheviques durante la Revolución Rusa de fines de 1917 y, luego del triunfo de ésta, en la guerra civil subsiguiente.

- Aplicado a aquellos ciudadanos soviéticos involucrados real o supuestamente en actividades opuestas al régimen comunista de la URSS, edición clandestina o “auto-publicación” (samizdat).

## En la Unión Soviética

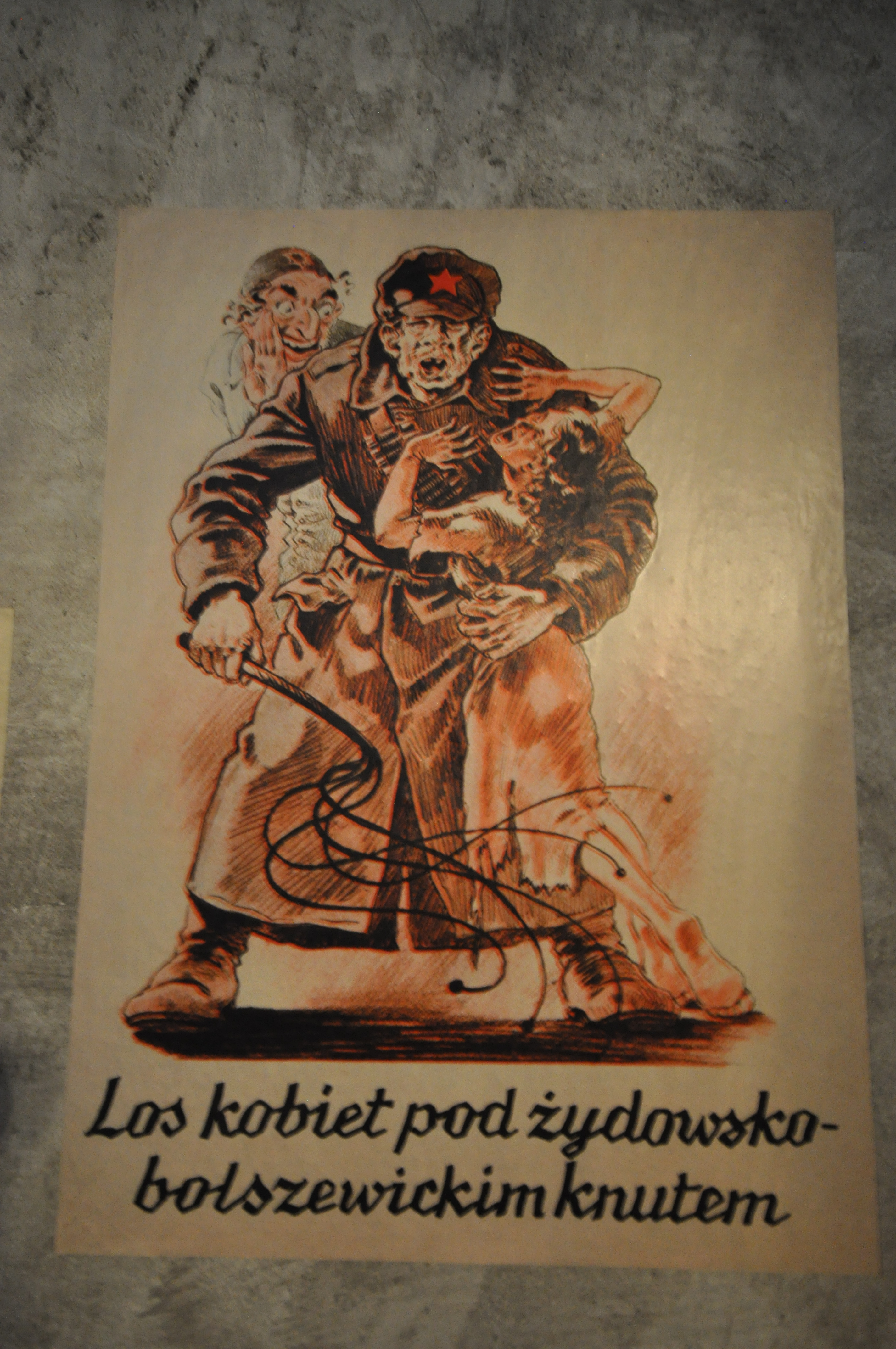
Esmaltado en Cracovia (Polonia) que muestra a los "judeo-bolcheviques" como bestias insensibles. El texto en polaco dice: "El destino de las mujeres bajo el látigo judeo-bolchevique". La imagen es una mezcla de antisovietismo y antisemitismo (detrás aparece "el judío").

En la URSS, el epíteto “antisoviético” (en ruso: антисоветчик, transliterado como antisoviétchik o antisovietčik) era oficialmente considerado como sinónimo de “contrarrevolucionario”. Mientras que el sustantivo “antisovietismo” era raramente usado, “antisoviético” era siempre utilizado de manera peyorativa por las autoridades gubernamentales.
Durante la guerra civil rusa que siguió la Revolución de Octubre de 1917, los principales oponentes antisoviéticos correspondían principalmente al zarista y anticomunista Movimiento Blanco (con sus “Ejércitos Blancos”), más allá de la ayuda que brindaban a éstos algunas potencias “imperialistas” occidentales como el Reino Unido. En el posterior período entre guerras, tuvo lugar algún movimiento de resistencia antisoviética, en particular durante la década de 1920 (especialmente a través del denominado Proyecto Prometeo, patrocinado por la inteligencia polaca).
Durante el transcurso de la Segunda Guerra Mundial (llamada Gran Guerra Patria por los soviéticos, en lo que a su Frente Oriental se refiere), el régimen nazi creó una fuerza rusa antisoviética.
Categorías enteras de individuos, como el clero, los kuláks, la funcionarios de la antigua policía zarista, etc. eran automáticamente considerados como antisoviéticos y hasta como enemigos del pueblo, por lo que eran eventualmente reprimidos en consecuencia. 
Desde el punto de vista legal, ser acusado de ser antisoviético equivalía a ser imputado de un delito (político) bastante grave en la URSS. Las actividades de “agitación” de esta clase estaban tipificadas en el artículo 58 del Código Penal de la República Socialista Federativa Soviética de Rusia (RSFSR), así como en los respectivos ordenamientos jurídicos de las otras repúblicas soviéticas
Para algunos recios funcionarios soviéticos, la principal evidencia de culpabilidad era el status social más que las acciones propiamente dichas. Por lo tanto, a partir de la interpretación soviética del marxismo, si un individuo acusado provenía de una familia “burguesa” importaba más que los hechos que efectivamente había realizado o podido realizar). Por ejemplo, Martin Latsis, quien por entonces era jefe de la temible policía política Cheka, lo explicó en estos términos en un periódico:

“No miren en el archivo de evidencia incriminatoria para ver si el acusado se levantó o no contra los soviéticos con las armas o las palabras. En lugar de eso pregúntenle a qué clase social pertenece, cual es su trasfondo, su educación, su profesión. Estas son las cuestiones que determinarán el destino de los acusados”

El propio Latsis, bajo semejante acusación, fue detenido y ejecutado por sus antiguos camaradas en 1938.